# Sebranice (kraj pardubicki)
Sebranice – miejscowość i gmina (obec) w Czechach, w kraju pardubickim, w powiecie Svitavy. W 2022 roku liczyła 980 mieszkańców.